# Ross Kellett
Ross Kellett is een golfprofessional uit Bellshill, Schotland. 
Kellett had als amateur handicap +3 en ging in 2011 naar de Tourschool. Hij werd in 2012 professional en speelde op de Alps Tour. Hij sloeg een uitnodiging af voor het Aberdeen Asset Management Scottish Open omdat hij wilde proberen in de top-5 van de Alps Tour te komen en zo te promoveren naar de Challenge Tour van 2013. In die week won hij het Montecchia Open, waarna zijn promotie vast stond.

Sinds 2013 speelt hij op de Europese Challenge Tour.

## Gewonnen
Alps Tour
- 2012: Montecchia Open (-12)